# أولاد رحو بنعيسى (بني وكيل أولاد محند)
أولاد رحو بنعيسى هو دُوَّار يقع بجماعة بني وكيل أولاد امحند، إقليم الناظور، جهة الشرق في المملكة المغربية. ينتمي الدوّار لمشيخة بني وكيل أولاد محند التي تضم 3 دواوير. يقدر عدد سكانه بـ 1902 نسمة حسب الإحصاء الرسمي للسكان والسكنى لسنة 2004.

## روابط خارجية
- البوابة الوطنية للجماعات الترابية
- المندوبية السامية للتخطيط